# Íñigo Lopes, senhor de Biscaia
Íñigo Lopes (em castelhano: Íñigo López e Enecco Lopiz na documentação; m.1076) foi o primeiro senhor de Biscaia. Com alguns intervalos, governou o condado biscainho até a sua morte, quando foi sucedido por seu filho, Lope Íñiguez. Também foi tenente em Nájera, até 1075, e em Durango em 1051.

## Antepassados
Apesar de sua filiação ainda não ser confirmada, é muito provável que sua origem fosse navarro, e segundo a hipótese mais difundida, foi o filho de Lope Velázquez, senhor, com seu irmão Galindo, de Ayala, Mena e Somorrostro. Foi a mesma pessoa que assina vários documentos do rei Garcia Sanchez III de Pamplona; o primeiro deles, a uma carta de arras que o rei deu a sua esposa Estefanía de Foix em 1040, onde aparece testemunhando o sennior Lope Velascoz de Colindres e seu irmão sennior Galindo Velazcoz, em Mena. Lope e Galindo também tinham um outro irmão chamado Garcia de Botaya, um monge no Mosteiro de San Juan de la Peña que havia falecido por volta de 1057, ano em que seu irmão fez uma doação ao mosteiro para a alma de Garcia, que tinha viajado sem permissão para as terras estrangeiras onde morreu.
Lope Velázquez aparece em várias ocasiões com Íñigo Lopes, e deve ter morrido em torno de 1057, a última vez que figura na documentação. Íñigo Lopes teve vários irmãos:[a]
- Sancho Lopes, tenente em Poza em 1047 e 1049;[6]
- Fortunio Lopes,[7] que confirmou vários diplomas do rei Garcia Sanchez III de Pamplona a partir de 1040 como o tenente de Tedeja, até 1053
- García Lopes
- Galindo Lopes
- Mencía Lopes

## Biografia
A primeira menção de Íñigo Lopes ao frente do governo do condado de Biscaia foi em 1040 no momento de confirmar um documento no Mosteiro de San Millán de Suso  chamando-se Enneco Lupiz Viscayensis. Governou esta tenência durante vários períodos até 1076. Também figura como tenente em Álava em 1030,e em Durango em 1051. O rei Sancho Garcés IV de Pamplona, para premiar sua lealdade, encomendou-lhe em 1063 a importante tenência riojana de Nájera que Íñigo governou até 1075. Depois da morte do rei Sancho Garcês IV de Pamplona, quando as terras da Rioja estavam sob o domínio do rei Afonso VI de Leão e Castela, o governo de Nájera e outras praças foram encomendadas ao conde Garcia Ordonhes, esposo de Urraca, a irmã do falecido rei Sancho IV.
O senhor de Biscaia fez muitas doações a diferentes mosteiros, especialmente ao Mosteiro de San Millán. Em 1053, Íñigo e sua esposa Toda fizeram a doação ao Mosteiro de San Juan de la Peña do Castelo e da Igreja de São João em Gaztelugatxe e algumas herdades em Bermeo.
A última vez que Íñigo Lopez aparece na documentação foi em 1076 quando ele doou a vila de Camprovín, que tinha comprado ao rei Sancho IV. Neste documento, refere-se a si mesmo como senior Enneco Lopez, gratia Dei tocius Vizcahie comes. 

## Matrimônio e descendência
Em janeiro de 1051, figura já como o esposo de Toda Fortunez (Ortiz), possivelmente a filha de Fortunio Sanches, chamado "Bono Patre", aio do rei Garcia Sanchez III de Pamplona e de sua esposa Toda Garcês, neta de Ramiro Garcês de Viguera,. O historiador Ubieto Arteta opina, embora, que o pai de Toda Fortunes, foi Fortunio Ochoa.[b]
Os filhos documentados de Íñigo e Toda foram:
- Lope Íñiguez,[14] que sucedeu a seu pai como o senhor de Biscaia em 1076.
- Sancho Íñiguez, falecido cerca de 1070, como evidenciado por uma doação de seus pais ao Mosteiro de San Millán pro anima de filio nostro Sancio Ennecones, confirmando esta doação seus irmãos Lope, Garcia e Galindo.[c][14]
- Garcia Íñiguez. [d]
- Galindo Iñiguez,[15] aparece várias vezes no documentos medievais, a última vez em 1087 chamando-se filho do conde Íñigo Lopes, doando seus bens em Biscaia, Álava e Nájera.[e]
- Fortunio Íñíguez como seu irmão Garcia, ocupou cargos na corte de Pamplona quando os reis Afonso VI e Sancho I de Aragão, dividiram os territórios após a morte do rei Sancho Garcês IV.[15]